# Cheffes
Cheffes – miejscowość i gmina we Francji, w regionie Kraj Loary, w departamencie Maine i Loara.
Według danych na rok 2010 gminę zamieszkiwało 912 osób, a gęstość zaludnienia wynosiła 52 osób/km².